# Marian Hooper Adamsová
Marian „Clover“ Hooper Adams (13. září 1843 – 6. prosince 1885) byla americká prominentka, arbitr ve Washingtonu a uznávaná amatérská fotografka.
Clover sloužila jako inspirace pro spisovatele Henryho Jamese, který o ní psal v dílech Daisy Miller (1878) a Portrét dámy (1881). V létě 1872 se provdala za spisovatele Henryho Adamse. Po její sebevraždě nechali na jejím hrobě postavit androgynní bronzovou sochou Augusta Saint-Gaudense.
Po její smrti Adams zničil všechny dopisy, které mu kdy napsala, a o kterých zřídka, pokud vůbec, mluvila na veřejnosti. Byla také vynechána z jeho díla The Education of Henry Adams. V dopisech své přítelkyni Anne Palmer Fell však otevřel téma svých dvanáct let štěstí s Clover a jeho potíže při řešení její ztráty.

## Životopis
Narodila se v Bostonu ve státě Massachusetts jako třetí a nejmladší dítě Roberta Williama Hoopera (1810 – 15. dubna 1885) a Ellen H. Sturgis (1812 – 3. listopadu 1848). Jejími sourozenci byli Ellen Sturgis „Nella“ Hooper (1838–1887), která se provdala za profesora Ephraima Whitmana Gurneyho (1829–1886); a Edward William „Ned“ Hooper (1839–1901). Rodina Hooperů byla bohatá a patřila k prominentní společnosti. Cloverův rodný dům a dětský domov v Bostonu byl na 114 Beacon Street, Beacon Hill. Když jí bylo pět let, zemřela její matka, transcendentalistická básnířka a stala se velmi blízkou svému otci lékaře. Soukromě se vzdělávala v dívčí škole v Cambridge, kterou provozovali Elizabeth a Louis Agassiz.
Clover Hooper se během občanské války přihlásila do sanitární komise. Vzepřela se konvenci tím, že trvala na sledování přezkumu Williama Tecumseha Shermana a Ulyssese S. Granta v roce 1865. V roce 1866 odcestovala do zahraničí, kde se údajně setkala s kolegou z Bostonu Henrym Adamsem v Londýně. Její otec a ona žili v červenci 1870 v jejich domě v Beverly v Massachusetts
Dne 27. června 1872 se Adams a Clover vzali v Bostonu a strávili líbánky v Evropě. Po svém návratu učil na Harvardu a jejich domov na 91 Marlborough Street v Bostonu stal místem setkávání živého kruhu intelektuálů. V roce 1877 se přestěhovali do Washingtonu, DC, kde se jejich domov na Lafayette Square naproti Bílému domu stal oblíbeným místem pro socializaci.
Clover zůstala blízko svého otce a pravidelně mu psala. V červnu 1880 žil Dr. Hooper ve své domácnosti na Beacon Street v Bostonu. Její klebetné dopisy jejímu otci, ostatním členům rodiny a přátelům ji odhalují jako nadanou reportérku a poskytují vhled na Washington a politiku tehdejších dní, zatímco ty, které napsala z Evropy, nejsou obyčejné cestovní dopisy, ale chytré úvahy o charakteru a společnosti, odhalení kritické a bystré mysli.
Z jejích zpráv psaných v dopisech se široce spekulovalo, že Clover Hooper Adams byla „anonymní“ autorkou knihy Democracy: An American Novel (Demokracie: americký román, 1880), která byla jejímu manželovi připsána až o 43 let později.

## Fotografie

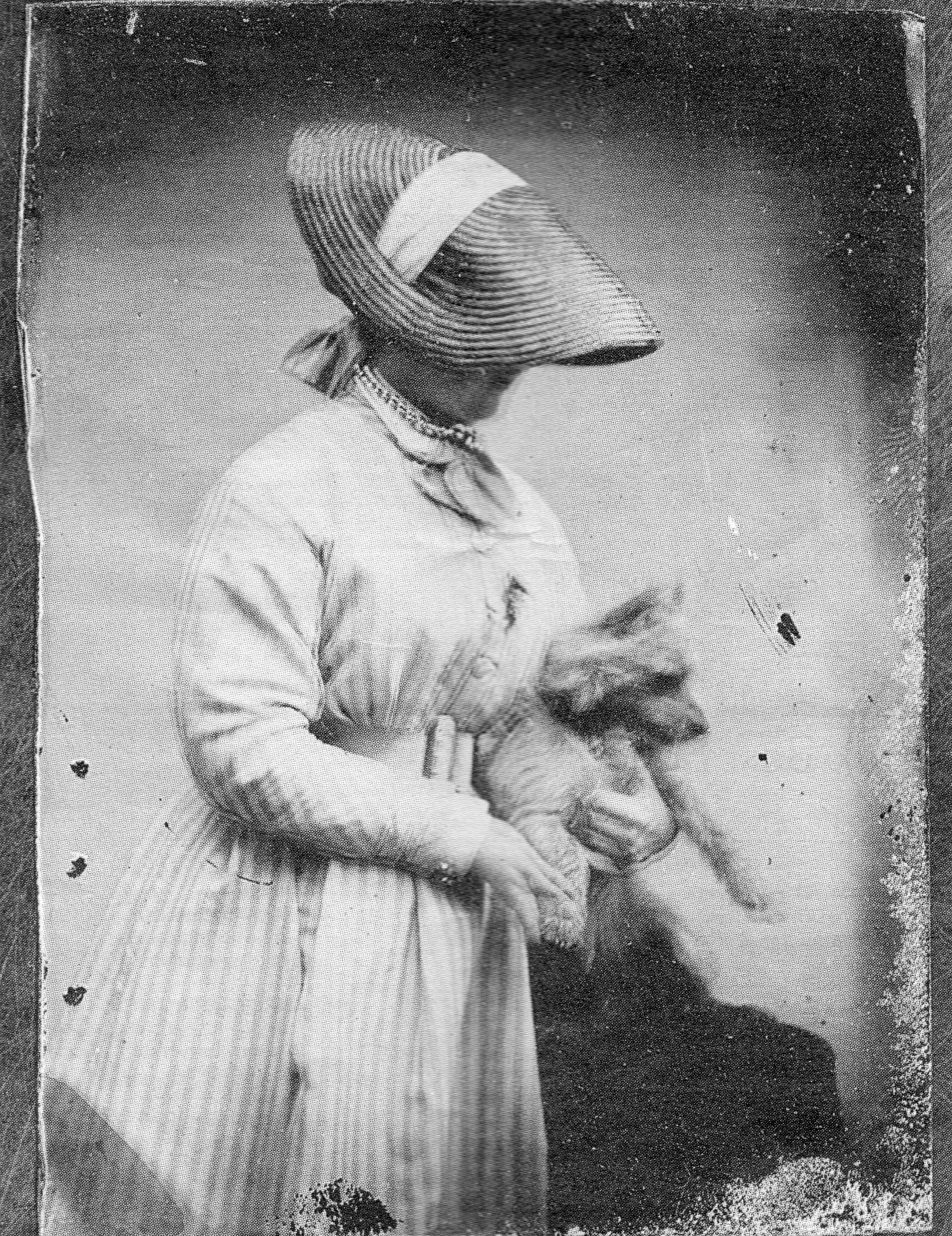
Clover Adams, portrét

Od roku 1883 se Clover aktivně věnovala fotografování a byla jednou z prvních portrétních fotografek. Když se seznámila s chemickými látkami, vyvolávala negativy sama.
Její fotografie, které odhalují neobyčejný pohled, se skládají z formálních a neformálních portrétů politiků, rodinných přátel, různých členů rodin Adamsových a Hooperových, rodinných mazlíčků a zátiší interiérů i exteriérů, včetně fotografií Washingtonu, Bladensburgu, Marylandu, Old Sweet Springs a rodinné domy Adamsů v Quincy a Beverly Farms v Massachusetts.
Tyto obrázky poskytují pohled na Ameriku 19. století a místo ženy v ní. Kromě obrázků Clover po sobě zanechala také spoustu informací o své fotografii, včetně pečlivých chronologických poznámek, které si uchovávala při práci ve své temné komoře, uváděla seznamy fotografií a komentovala expozice, osvětlení atd. a odkazovala na ně ve svých dopisech.
Její práce byla široce obdivována, ačkoli její manžel jí zjevně nedovolil, aby se stala profesionálkou, a odrazoval ji od jakéhokoli zveřejňování jejích fotografií.

## Poslední roky

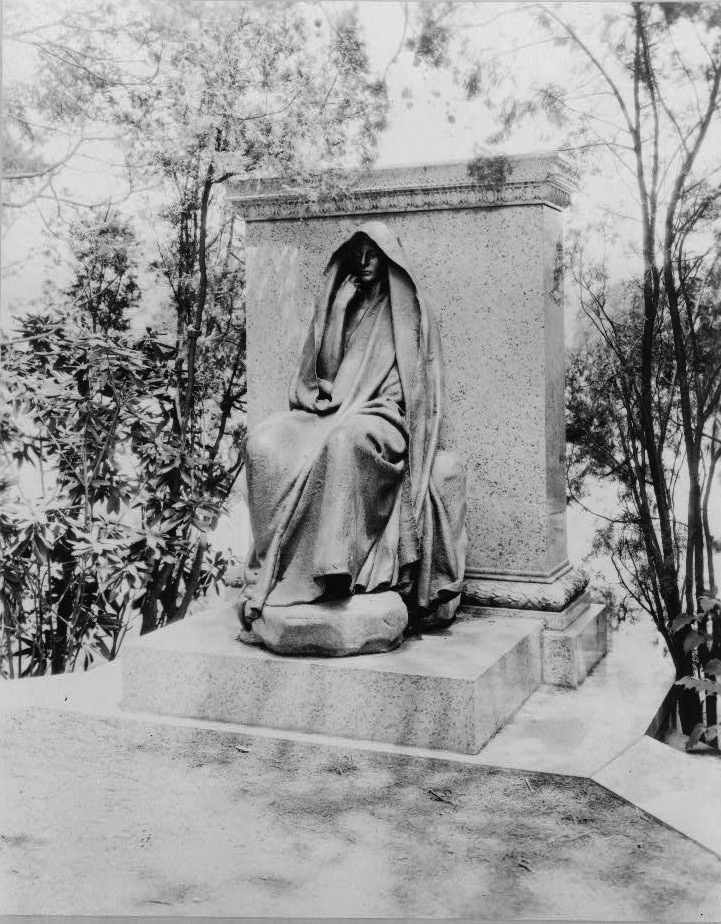
Pomník na hřbitově Rock Creek

Adamsovy dopisy dokazují, že jejich domácnost byla normální a šťastná. Na začátku se přiznal, že je „absurdně zamilovaný“ a ona znovu a znovu mluvila o Henryho „naprosté oddanosti“.
Clover a její manžel najali architekta H. H. Richardsona a postavili nový dům na náměstí Lafayette, který sousedil s domem navrženým Richardsonem, který byl postaven pro Johna Haye, když její zbožňovaný otec zemřel 13. dubna 1885. Po smrti Dr. Hoopera upadla do záchvatů ohromné deprese.
Zatímco čekali na dokončení domu, pronajali si jeden poblíž na adrese Street H. Clover stavbu domů fotograficky dokumentovala.
V neděli na začátku prosince 1885, když byla sama v ložnici, spolkla kyanid draselný, který použila při vytváření svých fotografií.
Clover Hooper Adams zemřela ve věku 42 let ve svém dočasném domě na adrese Street H ve Washingtonu, a byla nalezena svým manželem ležící na koberci před ložnicí. Večerní noviny uváděly, že náhle ochrnula na paralýzu srdce.
Její manžel pověřil sochaře Augusta Saint-Gaudense a architekta Stanforda Whitea, aby vytvořili památník, určený pro její hrob na hřbitově Rock Creek. Tento strašidelný památník je pravděpodobně nejslavnější ze všech památek na hřbitově a je obecně považován za nejslavnější sochu Saint-Gaudens.
V dopise z 5. prosince 1886 adresovaném Cloverově přítelkyni Anne Palmer Fell napsal Henry Adams: „Během posledních osmnácti měsíců jsem neměl to štěstí zúčastnit se svého vlastního pohřbu, ale s touto výjimkou jsem pohřbil téměř všechno, pro co jsem žil.“
V dopise Henrymu Adamsovi John Hay napsal: „Je útěchou pamatovat si ji takovou, jaká byla? Ten bystrý, neohrožený duch, ten bystrý, jemný intelekt, to vznešené pohrdání vším, co bylo zlé, to sociální kouzlo, díky kterému byl váš dům takovým, jaký Washington nikdy předtím neznal, a přiměl stovky lidí, aby ji milovali stejně, jako ji obdivovali.„ V dopise příteli Henry James napsal: „ubohá paní Adamsová jednoho dne našla řešení svázanosti existence.“

## Dědictví
Massachusetts Historical Society v Bostonu obsahuje fotografickou sbírku Clover Adams a další materiály.

## Galerie

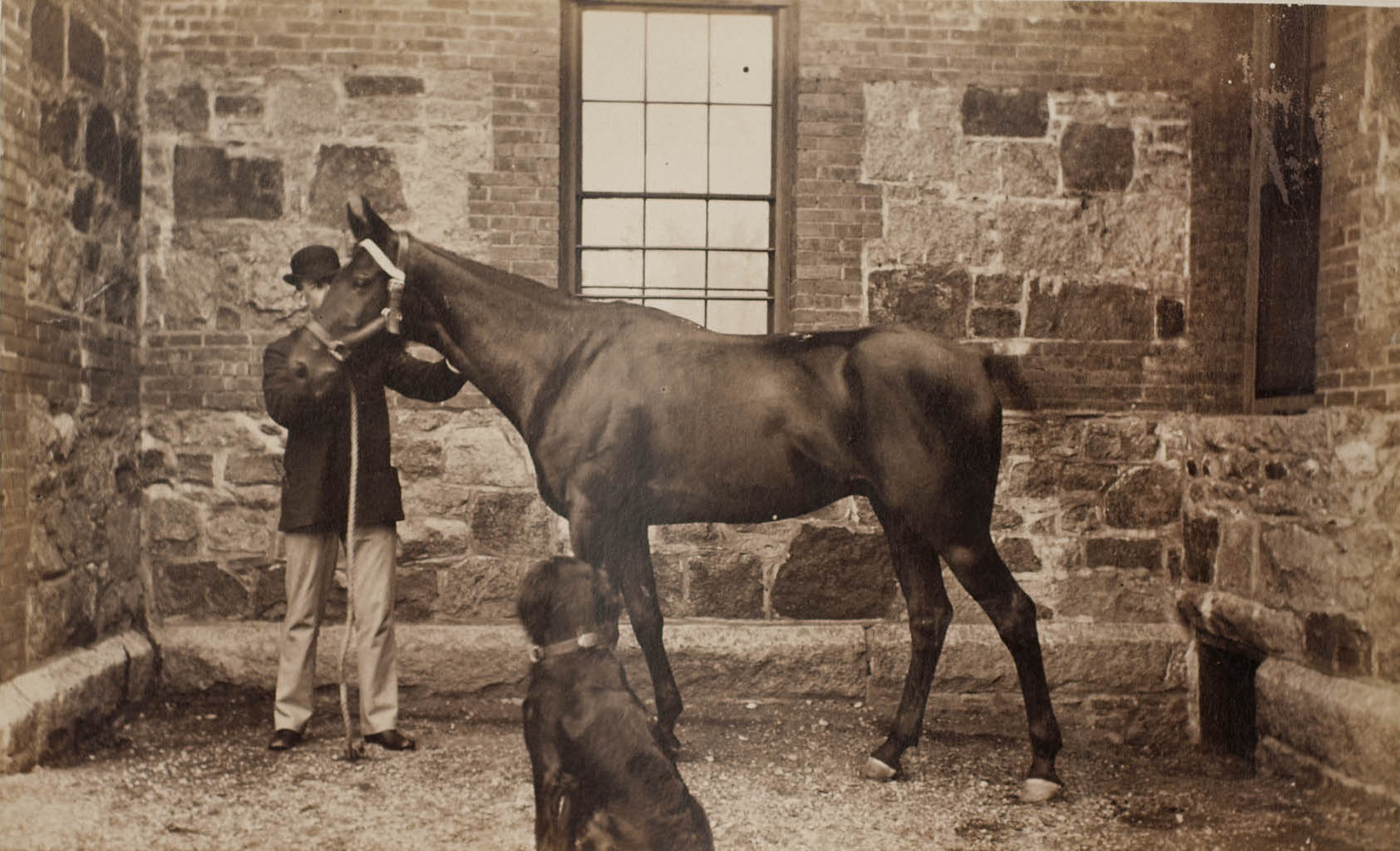
Brooks Adams with horse and dog, asi 1883
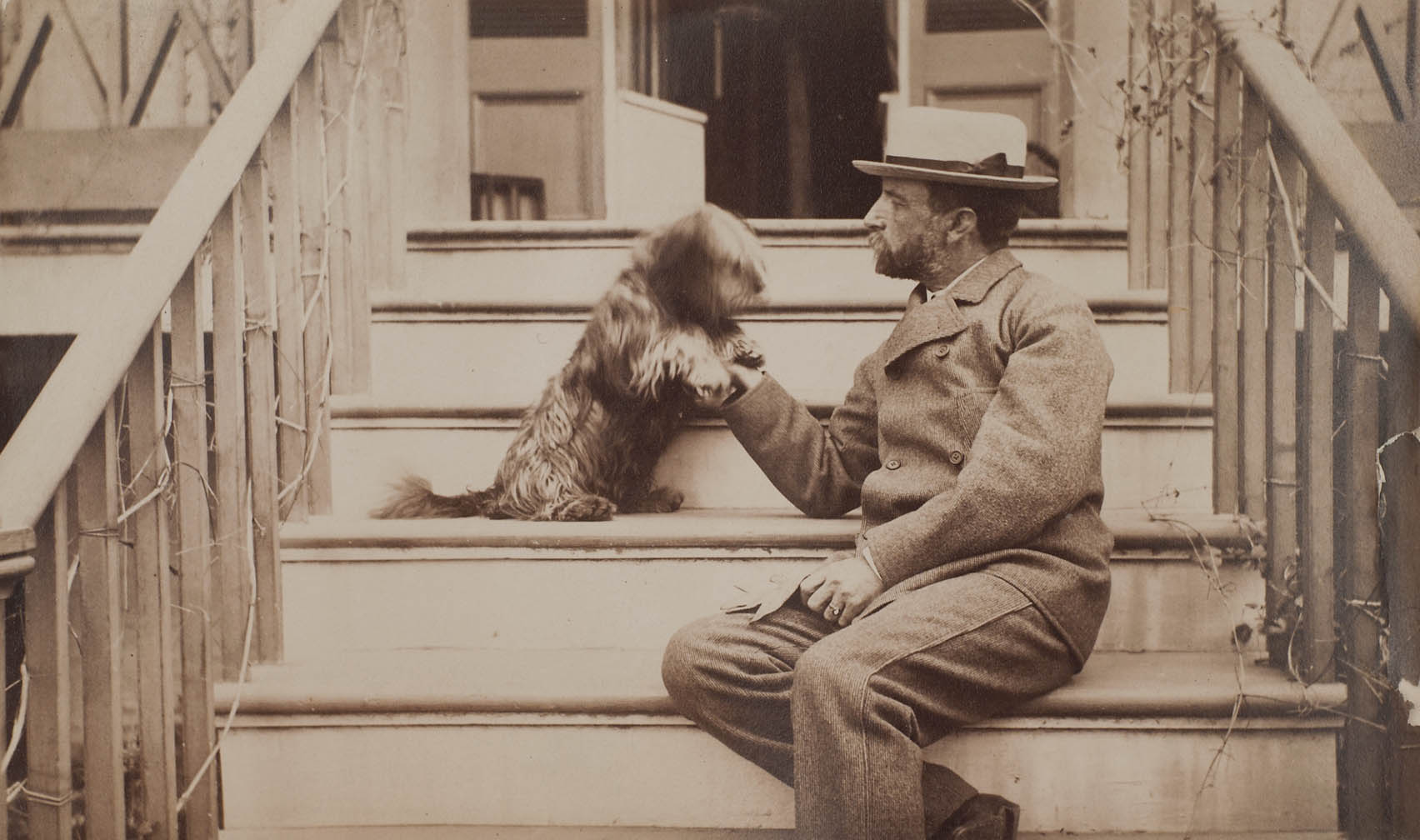
Henry Adams seated with dog on steps of piazza
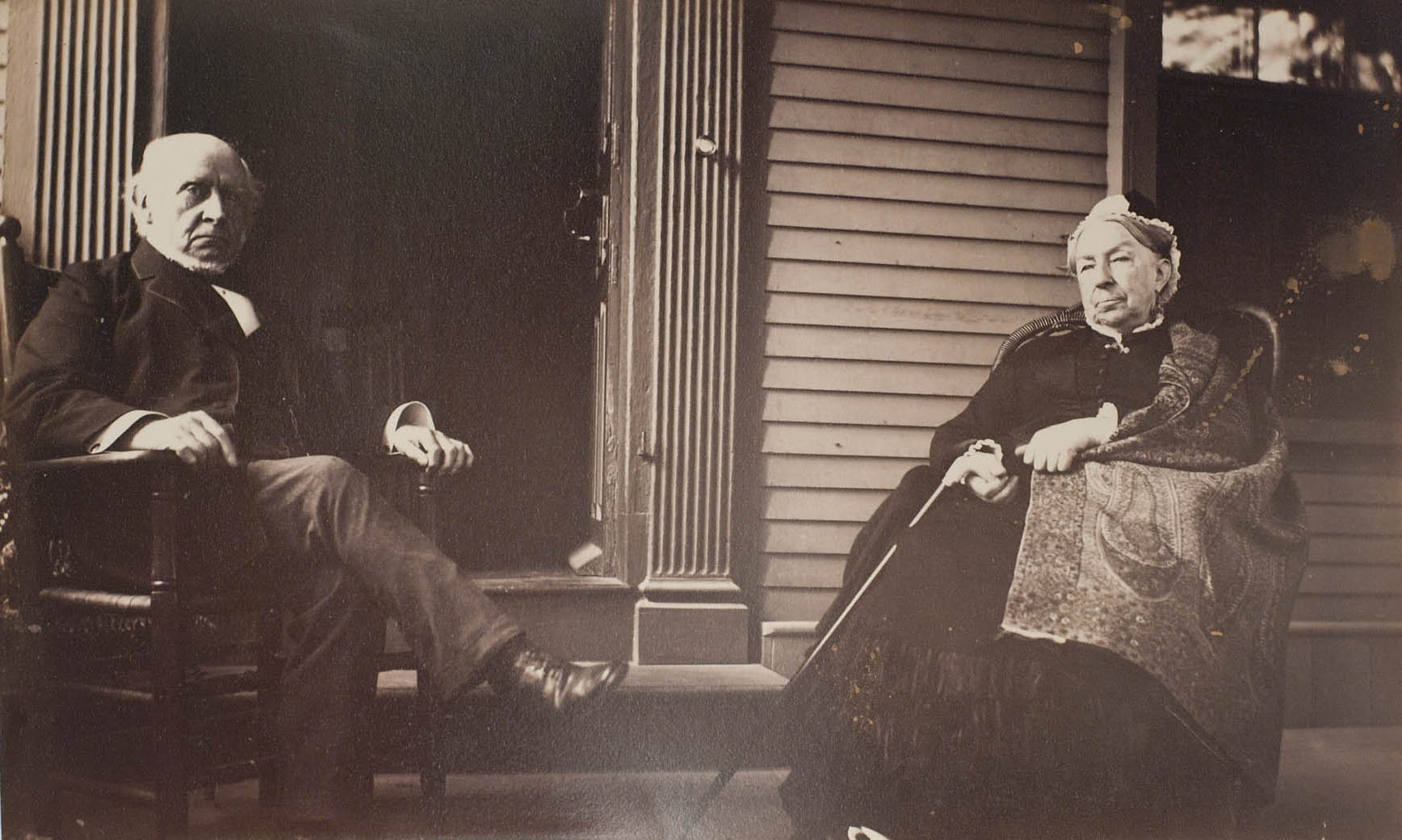
Charles F. Adams and Abigail Brooks Adams on piazza at Old House in Quincy
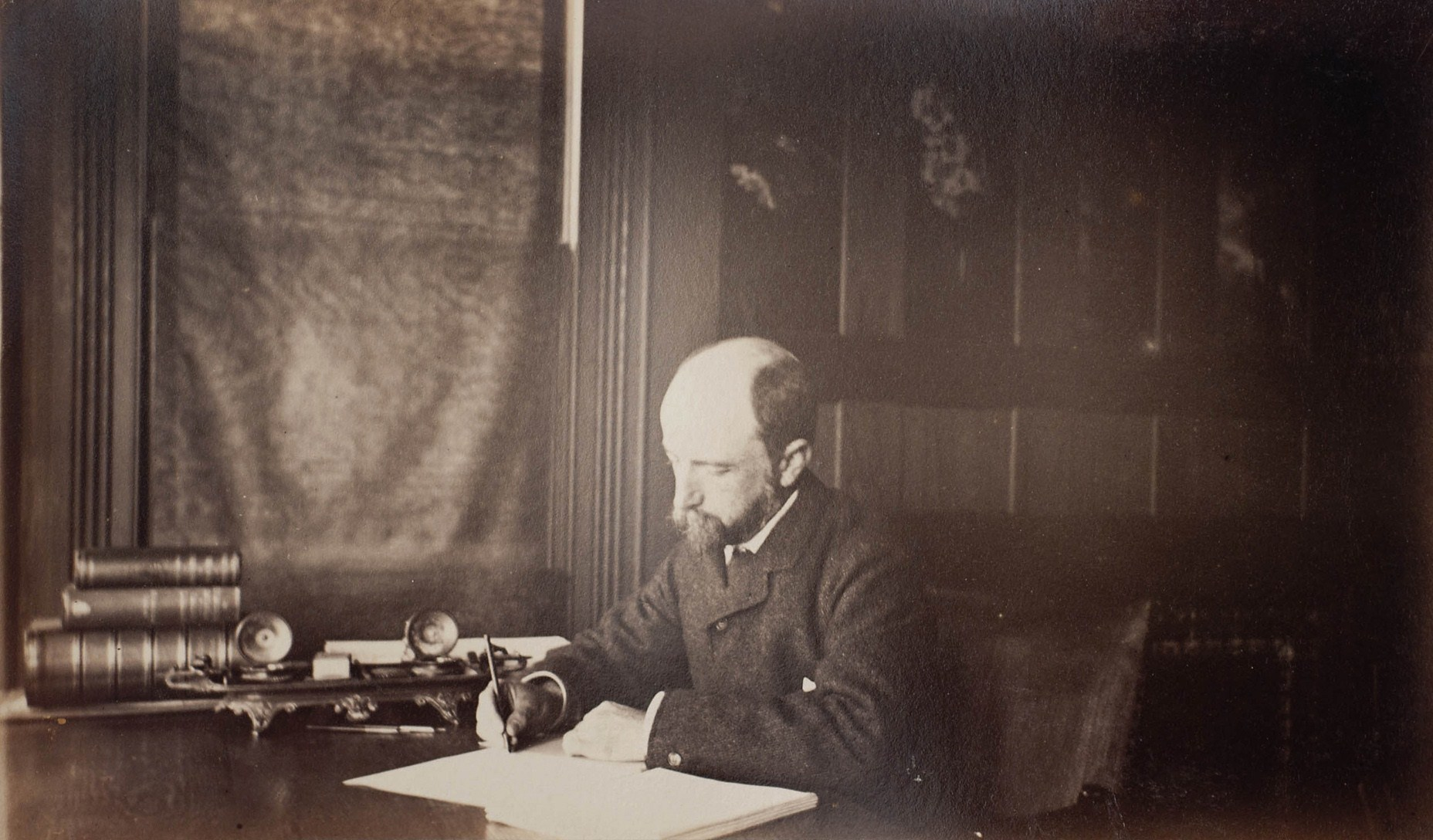
Henry Adams seated at desk in dark coat, writing, 1883
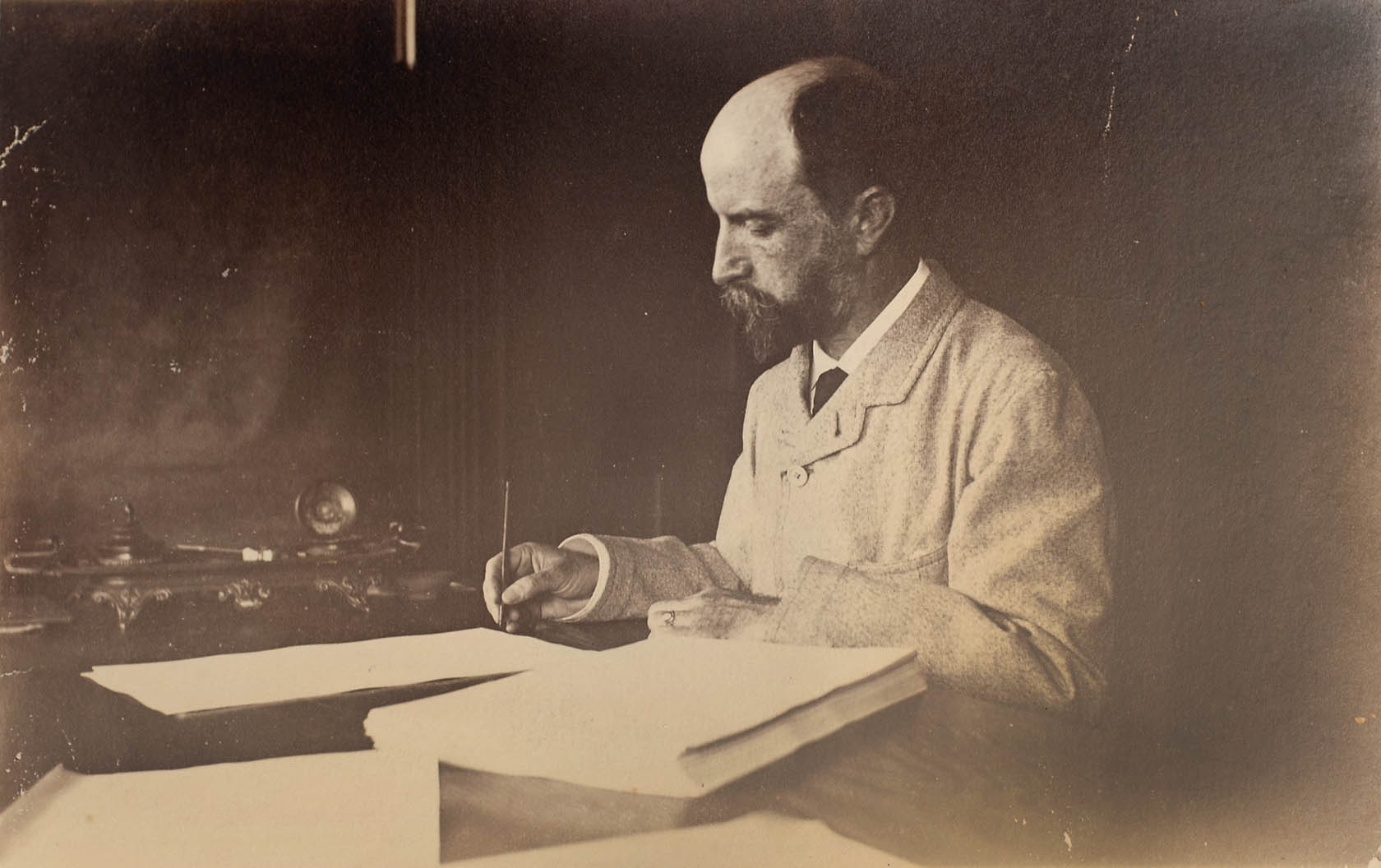
Henry Adams seated at desk in study, writing, in light coat, 1883
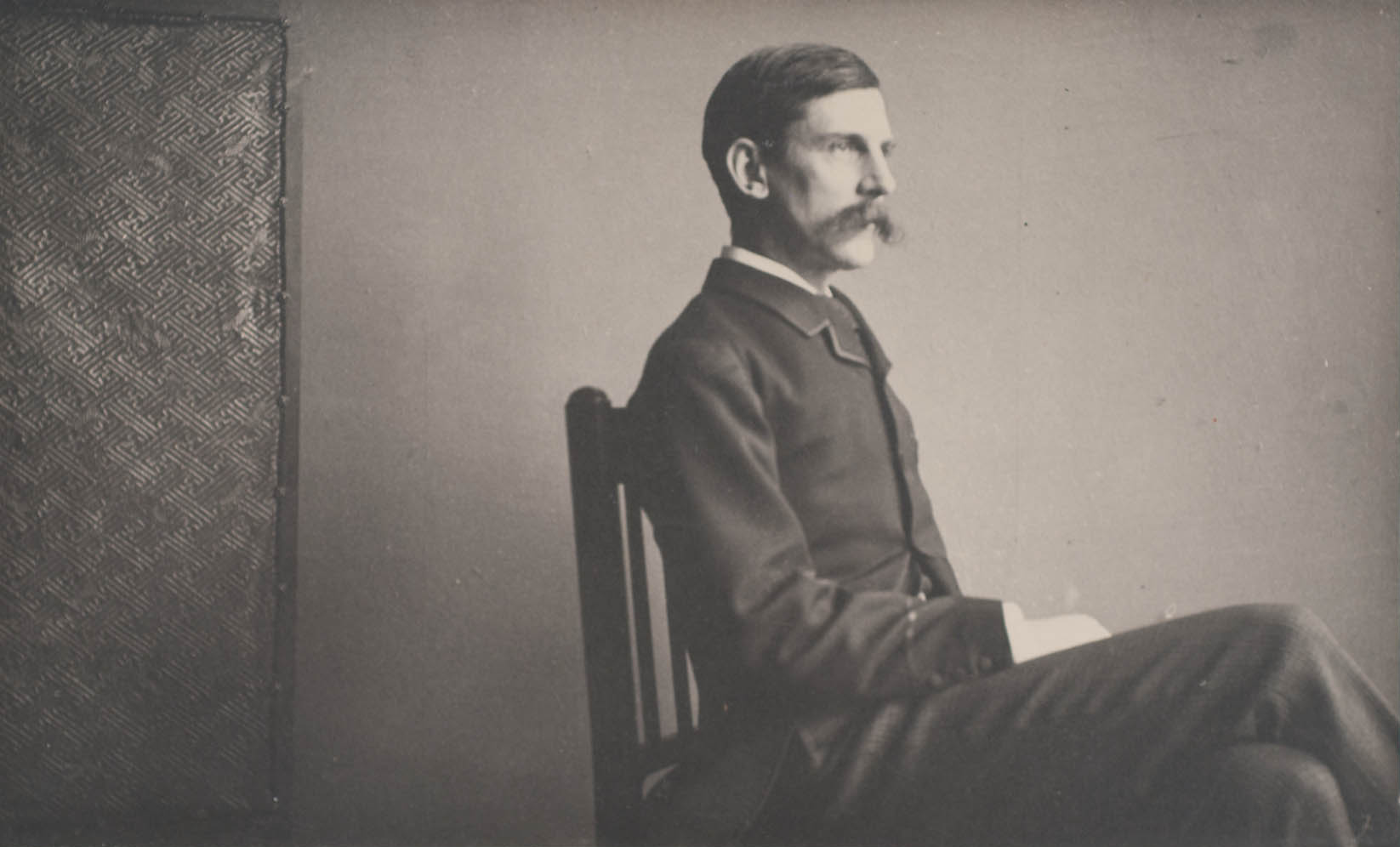
Oliver W. Holmes Jr., 1884

## Knihy
- The Letters of Mrs. Henry Adams, 1865–1883. Edited by Ward Thoron, Little, Brown and Company, Boston. With illustrations, including a portrait by Marian Adams. 587 s. 1936.
- Clover: The Tragic Love Story of Clover and Henry Adams and Their Brilliant Life in America's Gilded Age. By Otto Friedrich, Simon &amp; Schuster, New York. 381 s. 1979.
- The Education of Mrs. Henry Adams. By Eugenia Kaledin, Temple University Press, Philadelphia. 306 s. 1981.
- The Five of Hearts: An Intimate Portrait of Henry Adams and His Friends, 1880 – 1918. By Patricia O'Toole, Clarkson Potter, New York. 459 s. 1990.
- Clover Adams: A Gilded and Heartbreaking Life. By Natalie Dykstra, Houghton Mifflin Harcourt, New York. 336 s. 2012.
- The Fifth Heart. By Dan Simmons, Little, Brown, and Company, New York. 618 s. 2015.